# Albumy numer jeden w roku 1959 (USA)
Lista najlepiej sprzedających się albumów w Stanach Zjednoczonych w 1959, stworzona przez tygodnik Billboard. Od 30 maja nastąpiła zmiana notowania poprzez wyszczególnienie zarówno nagrań w wersji mono, jak i stereo. Obecnie notowanie jest znane jako Billboard 200.

## Historia notowania

### Notowanie do 23 maja
| Data publikacji | Album                           | Artysta                                     |
| --------------- | ------------------------------- | ------------------------------------------- |
| 3 stycznia      | Christmas Sing Along with Mitch | Mitch Miller                                |
| 10 stycznia     | Christmas Sing Along with Mitch | Mitch Miller                                |
| 17 stycznia     | Sing Along with Mitch           | Mitch Miller                                |
| 24 stycznia     | Sing Along with Mitch           | Mitch Miller                                |
| 31 stycznia     | Sing Along with Mitch           | Mitch Miller                                |
| 7 lutego        | Flower Drum Song                | Original Cast                               |
| 14 lutego       | Flower Drum Song                | Original Cast                               |
| 21 lutego       | Flower Drum Song                | Original Cast                               |
| 28 lutego       | The Music From Peter Gunn       | Henry Mancini z orkiestrą/Ścieżka dźwiękowa |
| 7 marca         | The Music From Peter Gunn       | Henry Mancini z orkiestrą/Ścieżka dźwiękowa |
| 14 marca        | The Music From Peter Gunn       | Henry Mancini z orkiestrą/Ścieżka dźwiękowa |
| 21 marca        | The Music From Peter Gunn       | Henry Mancini z orkiestrą/Ścieżka dźwiękowa |
| 28 marca        | The Music From Peter Gunn       | Henry Mancini z orkiestrą/Ścieżka dźwiękowa |
| 4 kwietnia      | The Music From Peter Gunn       | Henry Mancini z orkiestrą/Ścieżka dźwiękowa |
| 11 kwietnia     | The Music From Peter Gunn       | Henry Mancini z orkiestrą/Ścieżka dźwiękowa |
| 18 kwietnia     | The Music From Peter Gunn       | Henry Mancini z orkiestrą/Ścieżka dźwiękowa |
| 25 kwietnia     | The Music From Peter Gunn       | Henry Mancini z orkiestrą/Ścieżka dźwiękowa |
| 2 maja          | The Music From Peter Gunn       | Henry Mancini z orkiestrą/Ścieżka dźwiękowa |
| 9 maja          | Gigi                            | Ścieżka dźwiękowa                           |
| 16 maja         | Gigi                            | Ścieżka dźwiękowa                           |
| 23 maja         | Gigi                            | Ścieżka dźwiękowa                           |

### 30 maja - koniec roku
| Data publikacji | Album (mono)      | Artysta           | Album (stereo) | Artysta           |
| --------------- | ----------------- | ----------------- | -------------- | ----------------- |
| 30 maja         | Gigi              | Ścieżka dźwiękowa | South Pacific  | Ścieżka dźwiękowa |
| 6 czerwca       | Gigi              | Ścieżka dźwiękowa | South Pacific  | Ścieżka dźwiękowa |
| 13 czerwca      | Gigi              | Ścieżka dźwiękowa | South Pacific  | Ścieżka dźwiękowa |
| 20 czerwca      | Gigi              | Ścieżka dźwiękowa | My Fair Lady   | Original Cast     |
| 27 czerwca      | Exotica           | Martin Denny      | My Fair Lady   | Original Cast     |
| 4 lipca         | Exotica           | Martin Denny      | My Fair Lady   | Original Cast     |
| 11 lipca        | Exotica           | Martin Denny      | South Pacific  | Ścieżka dźwiękowa |
| 18 lipca        | Exotica           | Martin Denny      | Film Encores   | Mantovani         |
| 25 lipca        | Exotica           | Martin Denny      | South Pacific  | Ścieżka dźwiękowa |
| 1 sierpnia      | At Large          | The Kingston Trio | South Pacific  | Ścieżka dźwiękowa |
| 8 sierpnia      | At Large          | The Kingston Trio | South Pacific  | Ścieżka dźwiękowa |
| 15 sierpnia     | At Large          | The Kingston Trio | South Pacific  | Ścieżka dźwiękowa |
| 22 sierpnia     | At Large          | The Kingston Trio | South Pacific  | Ścieżka dźwiękowa |
| 29 sierpnia     | At Large          | The Kingston Trio | South Pacific  | Ścieżka dźwiękowa |
| 5 września      | At Large          | The Kingston Trio | South Pacific  | Ścieżka dźwiękowa |
| 12 września     | At Large          | The Kingston Trio | South Pacific  | Ścieżka dźwiękowa |
| 19 września     | At Large          | The Kingston Trio | South Pacific  | Ścieżka dźwiękowa |
| 26 września     | At Large          | The Kingston Trio | South Pacific  | Ścieżka dźwiękowa |
| 3 października  | At Large          | The Kingston Trio | South Pacific  | Ścieżka dźwiękowa |
| 10 października | At Large          | The Kingston Trio | South Pacific  | Ścieżka dźwiękowa |
| 17 października | At Large          | The Kingston Trio | South Pacific  | Ścieżka dźwiękowa |
| 24 października | At Large          | The Kingston Trio | South Pacific  | Ścieżka dźwiękowa |
| 31 października | At Large          | The Kingston Trio | South Pacific  | Ścieżka dźwiękowa |
| 7 listopada     | At Large          | The Kingston Trio | South Pacific  | Ścieżka dźwiękowa |
| 14 listopada    | Heavenly          | Johnny Mathis     | South Pacific  | Ścieżka dźwiękowa |
| 21 listopada    | Heavenly          | Johnny Mathis     | South Pacific  | Ścieżka dźwiękowa |
| 28 listopada    | Heavenly          | Johnny Mathis     | South Pacific  | Ścieżka dźwiękowa |
| 5 grudnia       | Heavenly          | Johnny Mathis     | South Pacific  | Ścieżka dźwiękowa |
| 12 grudnia      | Heavenly          | Johnny Mathis     | South Pacific  | Ścieżka dźwiękowa |
| 19 grudnia      | Here We Go Again! | The Kingston Trio | South Pacific  | Ścieżka dźwiękowa |
| 26 grudnia      | Here We Go Again! | The Kingston Trio | South Pacific  | Ścieżka dźwiękowa |